# پایگاه هوایی مونترآل/سن-لازار
 پایگاه هوایی مونترآل/سن-لازار (به انگلیسی: Montréal/Saint-Lazare Aerodrome) یک فرودگاه همگانی است که یک باند فرود آسفالت دارد و طول باند آن ۷۸۸ متر است. این فرودگاه در کشور کانادا قرار دارد و در ارتفاع ۵۳ متری از سطح دریا واقع شده‌است.